# Molo Zinnowitz
Molo Zinnowitz, německy Seebrücke Zinnowitz, Seebrücke Vineta nebo Vineta-Brücke Zinnowitz, je molo na pobřeží Pomořanského zálivu Baltského moře na ostrově Uznojem v Severoněmecké nížině v severovýchodním Německu. Nachází se ve vesnici Zinnowitz v Zemském okresu Přední Pomořansko-Greifswald a ve spolkové zemi Meklenbursko-Přední Pomořansko.

## Historie a popis

### První molo
V roce 1897 bylo postaveno první malé molo, které však nevyhovovalo lodní dopravě.

### Druhé molo
V roce 1908 bylo postaveno další molo, které bylo pužíváno i pro paroplavbu. Po skončení druhé světové války (asi v roce 1945) však muselo být molo kvůli silnému poškození povětrnostními vlivy zbouráno. V dobách největší slávy dosahovalo 350 m.

### Třetí molo
Na podzim 1993 bylo slavnostně otevřeno poslední dřevěné a železobetonové molo s novým názvem „Vineta“, což ukazuje na název slavného legendárního středověkého vikingského města a přístavu Vineta v ústí Odry, které je snad ztotožňováno s polským městem Wolin. Molo má délku 315 m, patří mezi turistické atrakce města Zinnowitz a je využíváno i k lodní dopravě. Na konci mola je od roku 2006 postavena turistická atrakce - podmořský výtah (potápěčská gondola pro 25 osob), který zájemce zaveze 4,5 m pod mořskou hladinu Baltského moře. Podmořský výtah je určen k pozorování podmořského života a promítání 3D filmů.

## Další informace
Molo je celoročně volně přístupné a vedle něj je písečná pláž.

## Galerie

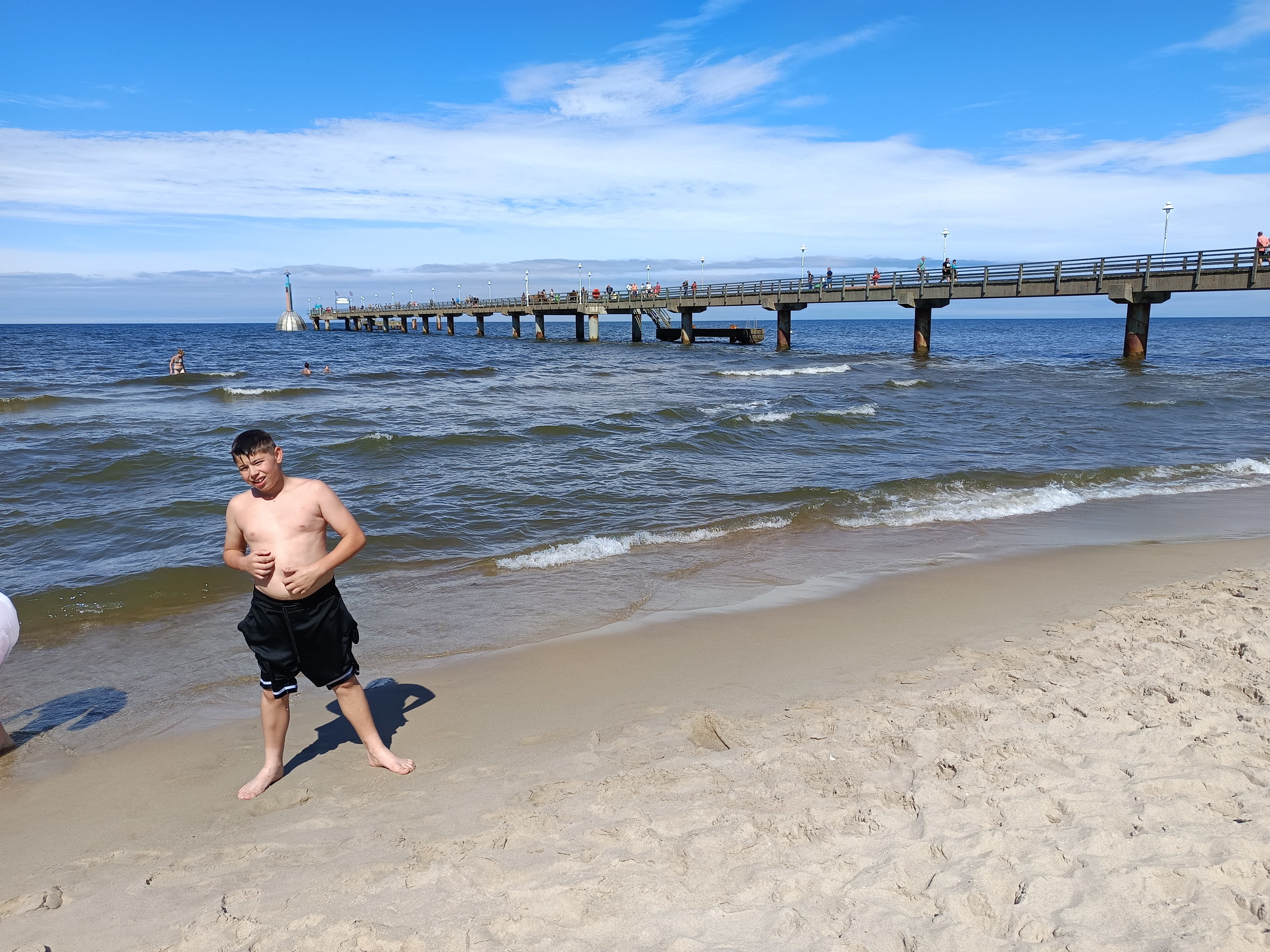
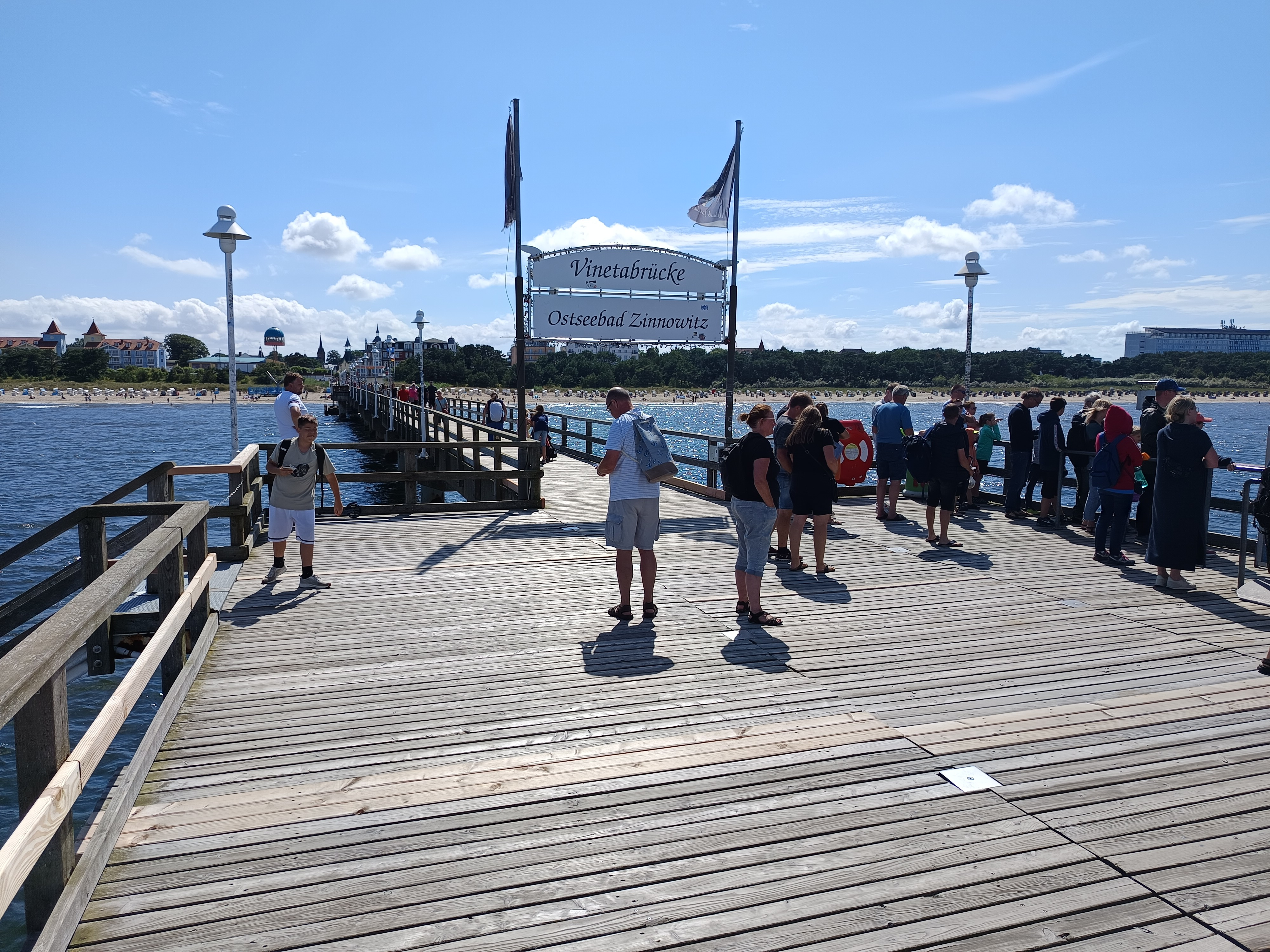
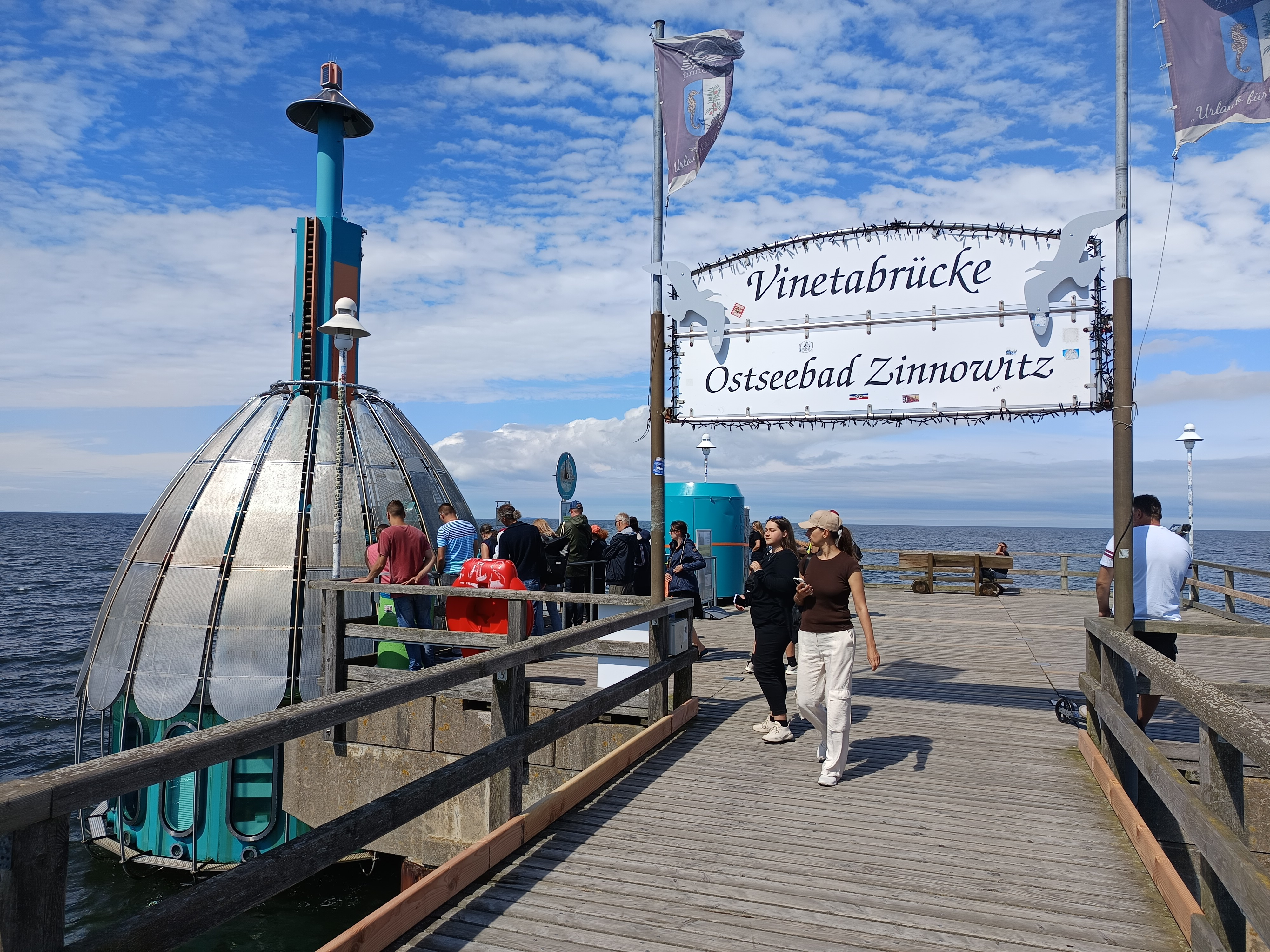
Podmořský výtah
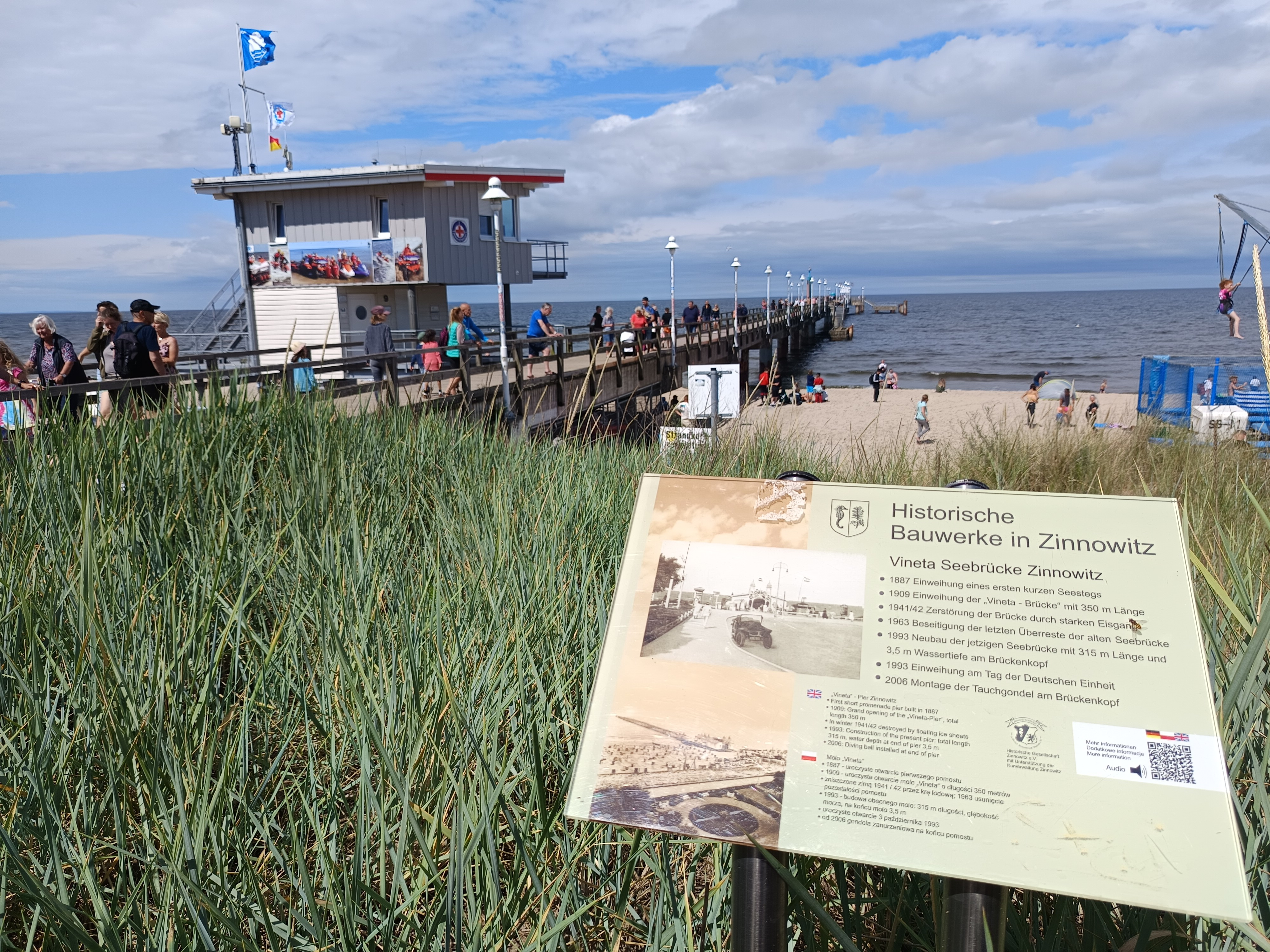